# Алькала-де-ла-Вега
Алькала-де-ла-Вега (ісп. Alcalá de la Vega) — муніципалітет в Іспанії, у складі автономної спільноти Кастилія-Ла-Манча, у провінції Куенка. Населення — 139 осіб (2010).
Муніципалітет розташований на відстані близько 190 км на схід від Мадрида, 55 км на схід від Куенки.
На території муніципалітету розташовані такі населені пункти: (дані про населення за 2010 рік)
- Алькала-де-ла-Вега: 97 осіб
- Ель-Кубільйо: 42 особи

## Демографія
Динаміка населення (INE ):